# Aparejo proa-popa

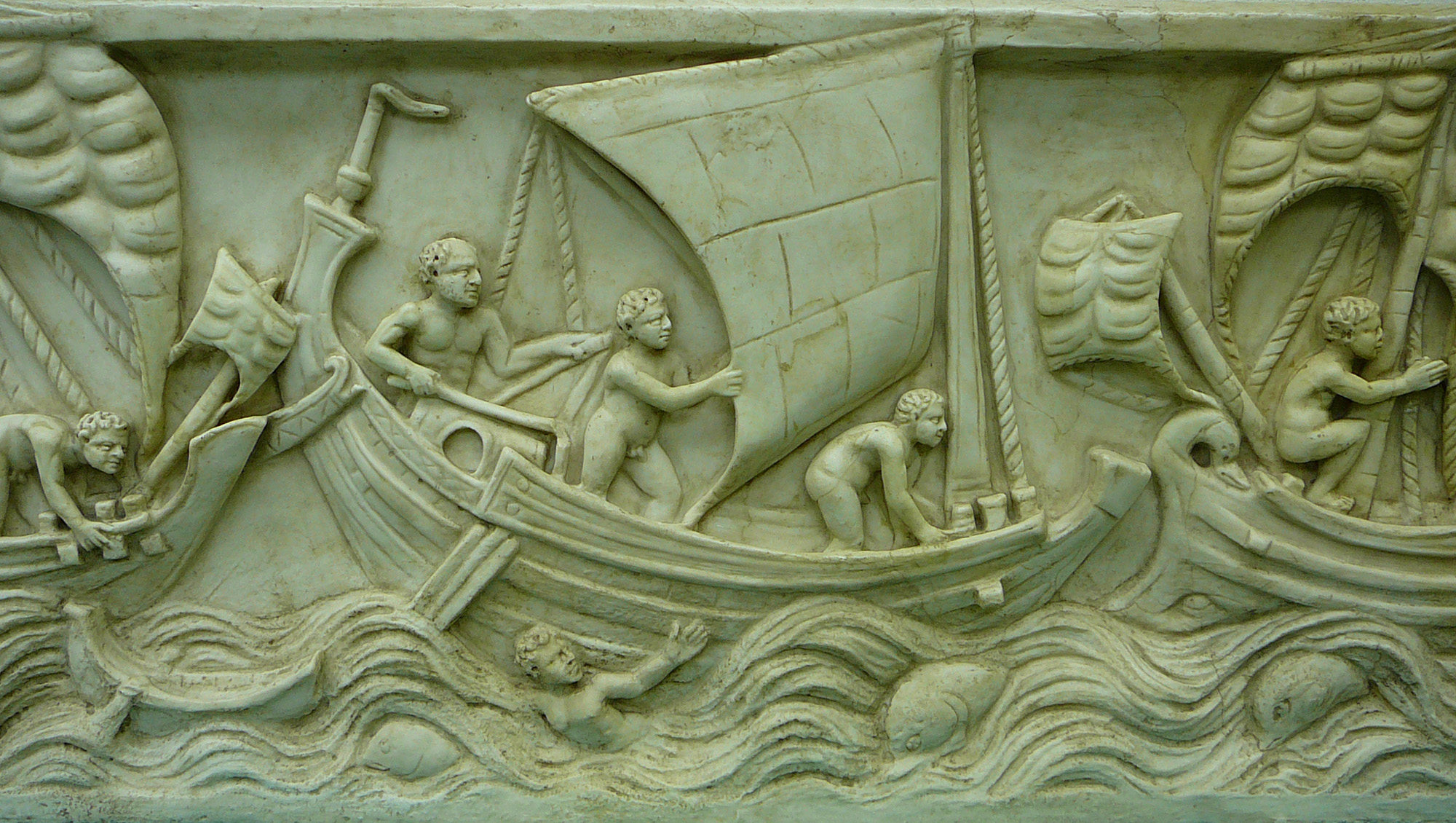
Las primeras velas de cuchillo aparecieron en forma de velas al tercio en embarcaciones greco-romanas clásicas. El bajorrelieve muestra una nave mercante romana con una vela al tercio.

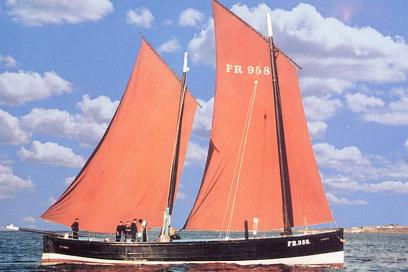
El lugre Reaper a toda mecha (con velas al tercio).

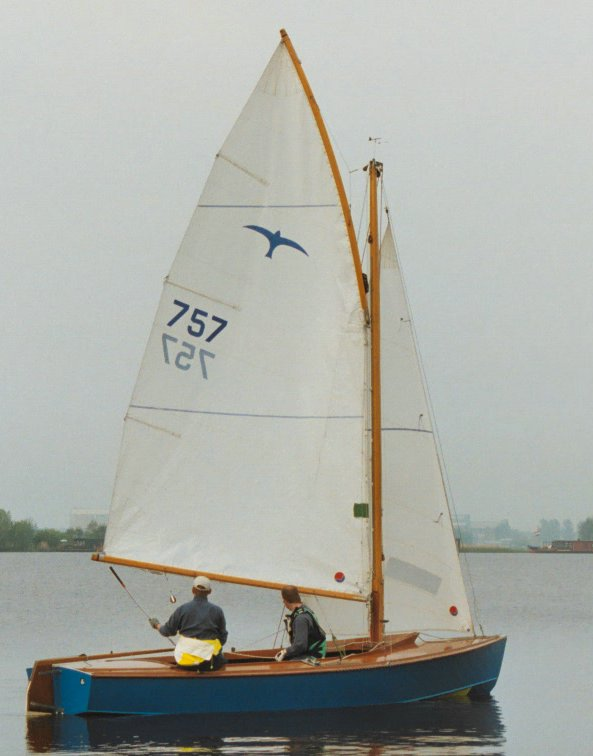
Una vela guaira," houari o "gunter sail".

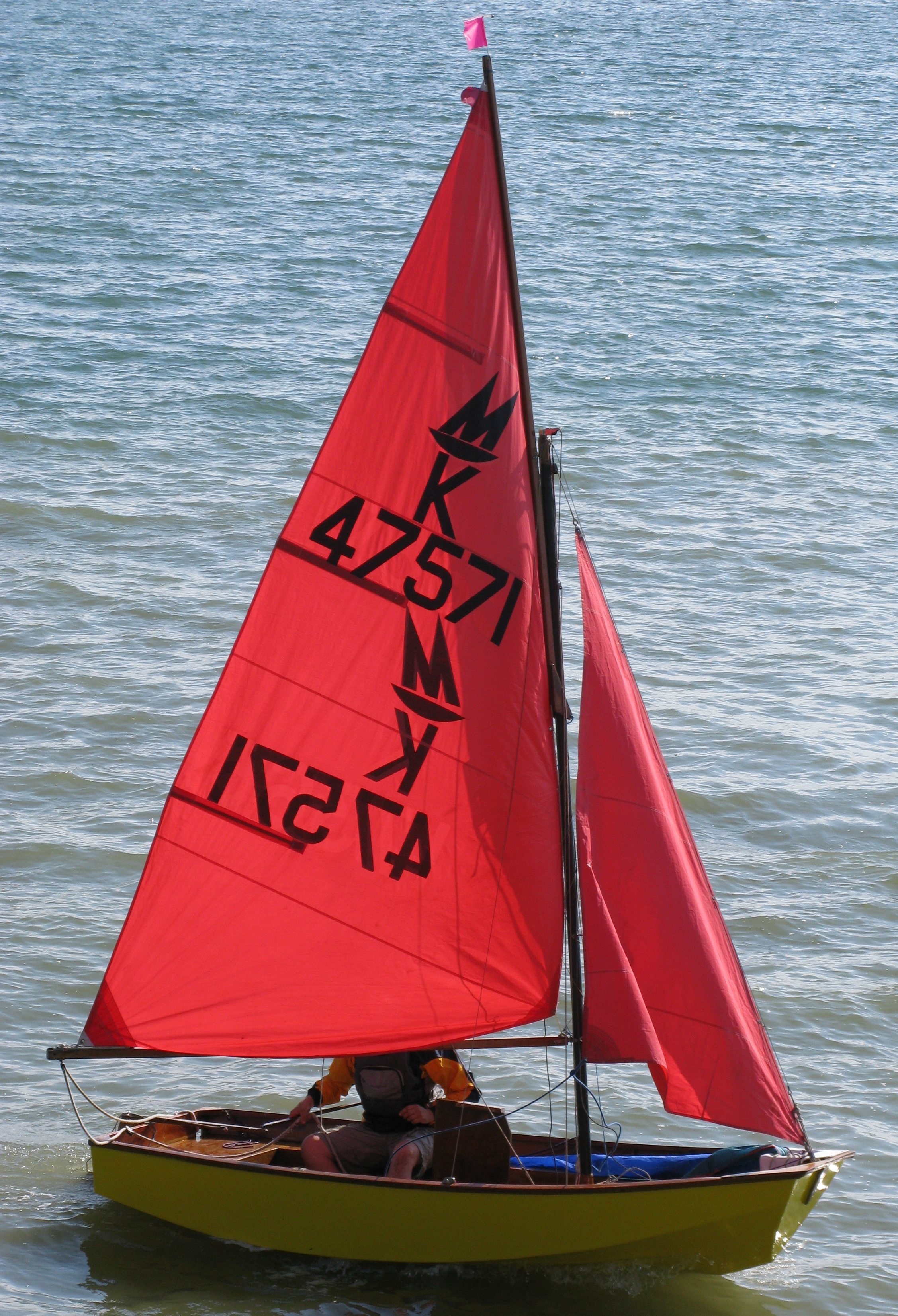
Un "dinghy" Mirror, con vela guaira.

En náutica, el "aparejo proa-popa" corresponde a los barcos que izan velas de cuchillo (véase la entrada en "vela de cuchillo" del Diccionario de la Real Academia). En neerlandés (o afrikáans) es "voor en achter" que tiene un significado equivalente.

## Descripción
Las velas de cuchillo se disponen en sentido longitudinal siguiendo la línea de crujía del barco, de proa a popa. Es en este sentido que hay que entender las frases inglesa y neerlandesa indicadas.

## Tipos
Las velas de cuchillo son:
- foque
- la vela de estai (ing. Stay sail)
- la vela bermudiana o marconi
- la vela guaira (ing. Gunter sail)
- la vela latina (ing. Lateen sail)
- la vela de martillo
- la vela al tercio (ing. Lug sail)
- la vela cangreja (ing. Gaff rigged sail, Spanker)
- la vela tarquina, ...[2]

## Aparejos con velas de cuchillo
- Con un palo: catboat, sloop, cutter.
- Con dos palos: queche, yola
- Con dos o más palos: goleta, goleta de estais, pailebot, barca de mesana, jabeque, ...(dromon, galera medieval,...).

Un bricbarca, un bergantín goleta y otros están aparejados en parte con velas de corte y, en parte con velas cuadras.

## Expresión relacionada
La expresión "aparejo proa-popa" es una traducción literal de "fore&aft rig" (en inglés). 